# سورا جونگ
سورا جونگ (زادهٔ کیم سو را، کره‌ای: 김서라 در ۲۹ ژانویه ۱۹۶۸) بازیگر اهل کره جنوبی است. او در قسمت ششم فصل اول مجموعه تلویزیونی لاست ایفای نقش کرد.

## فیلم‌شناسی
گزیده فیلم‌شناسی

### مجموعه تلویزیونی
- امپراتوری برازنده (۲۰۲۳–۲۰۲۴)
- حالت چطوره نان (۲۰۲۰)
- وی‌آی‌پی (۲۰۱۹)
- رؤیاهای متفاوت (۲۰۱۹)
- زوج محقق (۲۰۱۸)
- سوییچ تغییر جهان (۲۰۱۸)
- پدرم عجیبه (۲۰۱۷)
- زمزمه (۲۰۱۷)
- سایمدانگ، خاطرات درخشان (۲۰۱۷)
- خانم اوه دیگر (۲۰۱۶)
- مامان عصبانی (۲۰۱۵)
- چه اتفاقی برای خانواده‌ام افتاده؟ (۲۰۱۴)
- عروس قرن (۲۰۱۴)
- جانگ اوک‌جونگ، زندگی برای عشق (۲۰۱۳)
- مرد بی‌گناه (۲۰۱۲)
- بزرگ (۲۰۱۲)
- خدای جنگ (۲۰۱۲)
- عشق شاهزاده خانم (۲۰۱۱)
- لابیست (۲۰۰۷)
- لاست (۲۰۰۴)